# Microsoft Management Console
Microsoft Management Console (MMC) è un componente presente in tutti i sistemi operativi Microsoft della serie NT a partire da Windows 2000. Si tratta di uno strumento prettamente amministrativo con interfaccia grafica in grado di ospitare una serie di moduli detti snap-in.

## Cronologia delle versioni
- MMC 1.0 introdotta da Microsoft con Windows NT 4.0 Option Pack .
- MMC 1.1 fornita assieme a SQL Server 7.0 e Systems Management Server 2.0 e disponibile anche per Windows NT e Windows 9x.
- MMC 1.1 integrata in Windows 2000.
- MMC 2.0, integrata in Windows XP e Windows Server 2003.
- MMC 3.0, integrata in Windows Server 2003 R2, Windows Server 2003 SP2, Windows Vista, Windows Server 2008 e Windows XP SP3. È stata resa disponibile come aggiornamento anche su Windows XP SP2 e Windows Server 2003 SP1.

## La struttura degli snap-in
Microsoft Management Console funziona da contenitore per diversi moduli amministrativi denominati snap-in il cui numero e le cui caratteristiche variano a seconda del sistema operativo considerato. Anche software di terze parti hanno la possibilità di integrarsi in MMC installando e attivando un proprio snap-in. La maggior parte degli snap-in previsti direttamente da Microsoft si richiamano dal Pannello di controllo, anche se in teoria possono essere richiamati da qualsiasi altro punto del sistema operativo. Una raccolta di snap-in è raggiungibile dal collegamento Gestione Computer che fa parte delle voci presenti nella cartella Strumenti di amministrazione. Tra gli snap-in più comuni ricordiamo:
- Gestione Computer (compmgmt.msc)
- Gestione periferiche (devmgmt.msc)
- Internet Information Services (iis.msc, iis6.msc)
- Gestione disco (diskmgmt.msc)
- Visualizzatore eventi (eventvwr.msc)
- Cartelle Condivise (fsmgmt.msc)
- Servizi (services.msc)
- Criteri di gruppo (gpedit.msc)